# Mireille Bastin
 (mars 2016).
 (mars 2015).
Mireille Bastin est une artiste-peintre belge née à Bruxelles en 1943, fille de Ginette Javaux. 
Elle a participé à de nombreuses expositions personnelles et collectives en Belgique et à l'étranger depuis 1979, notamment à Paris, Genève, Tokyo, Singapour, New York.

## Exposition permanente
Galerie Albert Ier, Bruxelles. Singapour: http://www.debony.com/MireilleB.htm